# Luís Miquissone
Luís José Miquissone (Tete, 25 de julho de 1995) é um futebolista moçambicano que atua como atacante. Defende o Al-Ahly do Egipto atualmente emprestado ao Abha Club da Arábia Saudita.

## Carreira
Estreou profissionalmente em 2014, pela União Desportiva do Songo, onde foi campeão nacional em sua primeira temporada no clube, além de ter vencido 2 vezes a Taça de Moçambique (2016 e 2019).
Passou também pelo futebol da África do Sul, vestindo as camisas de Mamelodi Sundowns, Chippa United (não chegou a jogar nenhuma partida oficial por ambos) e Royal Eagles (1 jogo). Em janeiro de 2020 assinou com o Simba, um dos principais times de futebol da Tanzânia.

## Seleção Moçambicana
Pela Seleção Moçambicana de Futebol, Miquissone teve passagem pelo time Sub-20 dos Mambas, e desde 2015 faz parte das convocações da seleção principal, tendo disputado 34 jogos e sendo o quinto maior artilheiro, com 9 gols (empatado com o lateral Almiro Lobo).

## Títulos
União do Songo
- Campeonato Moçambicano: 2014
- Taça de Moçambique: 2019